# Kifissia
Kifissia (tiếng Hy Lạp: ?) là một khu tự quản ở vùng Attiki, Hy Lạp. Khu tự quản Kifissia có diện tích 35 km², dân số theo điều tra ngày 18 tháng 3 năm 2001 là 66484 người.